# 르발루아 기법

르발루아 기법의 일종인 부싯돌 다듬기.

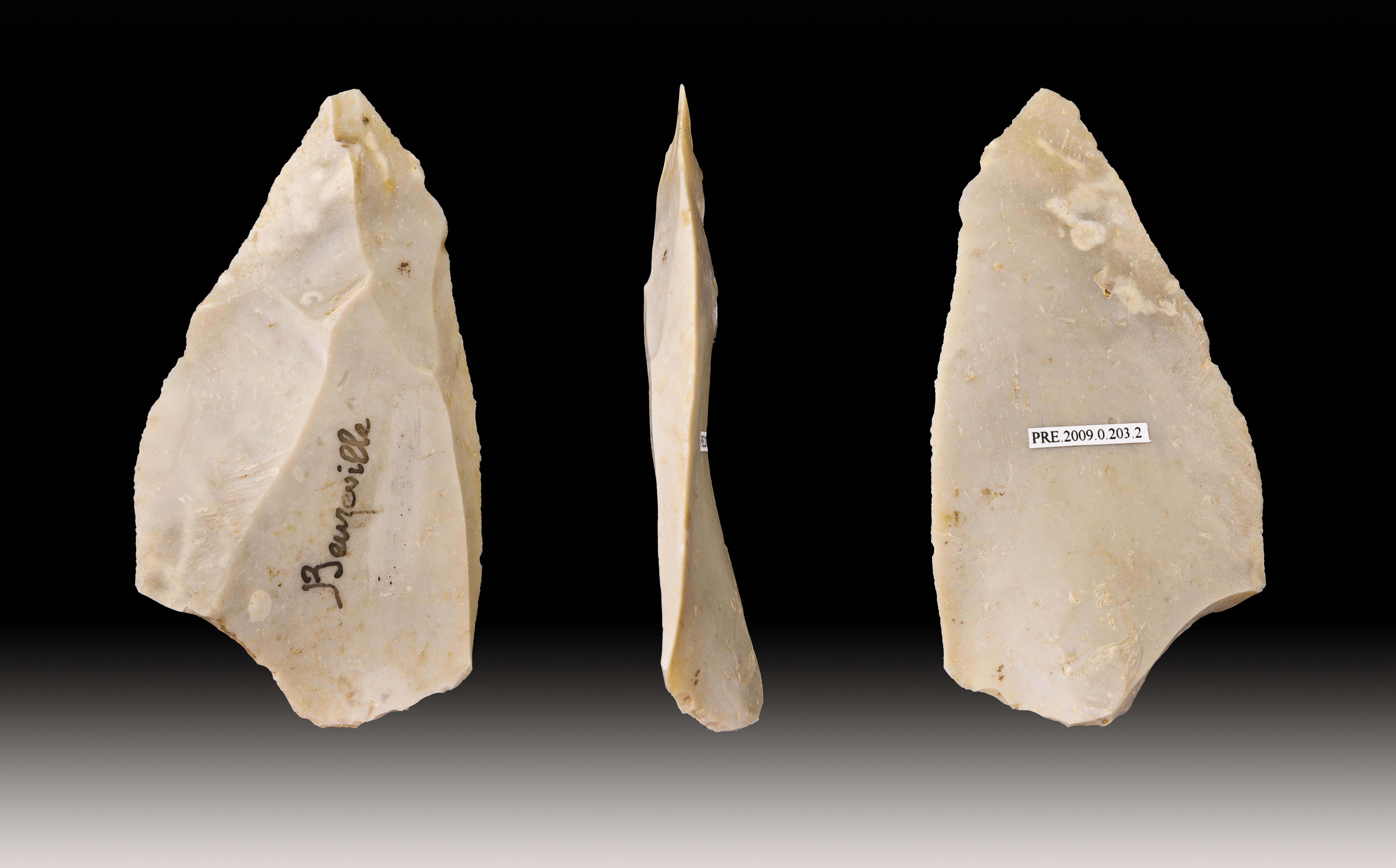
뵈즈빌에서 발굴된 르발루아 석기.

르발루아 기법(Levallois technique)은 구석기 시대 당시 네안데르탈인들이 개발한 돌 다듬기 기법의 일종이다. 구체적으로는 약 30만 년부터 4만 년까지 사용되었다. 
19세기 당시 프랑스 파리의 교외 지역인 르발루아페레 지역에서 여러 점의 석기가 발견되었기 때문에 르발루아 기법이라 명명되었다. 당시 발굴된 석기들은 이전의 뗀석기보다 정교하였다. 또한 돌의 중심부에서 돌 조각을 깎아내는 등 이전과는 다른 기법들을 발견할 수 있었다. 타격면이 한쪽 끝에 생성되어 있으며, 타격면을 활용하여 전 가장자리를 돌아가며 박리를 시도하여 박리면의 끝단이 가운데로 모여 서로 연접하도록 제조되었다. 
기존의 올도완 석기는 돌을 부딪쳐서 한번에 완성했다. 그러나 르발루아식 석기는 완성까지 정해진 위치를 때릴수 있는 조준력과 힘조절 등이 필요하다. 때문에 르발루아식 석기는 네안데르탈인의 문명 수준을 가늠하는 척도로도 사용되며, 르발루아식 석기에 기반한 네안데르탈인들의 문화를 무스테리안 문화라고 한다. 르발루아 기법은 약 4만 년전에 네안데르탈인들이 기후변화와 호모 사피엔스의 영향으로 멸종할때까지 계속되었다. 